# 19182 Пітц
19182 Пітц (19182 Pitz) — астероїд головного поясу, відкритий 7 жовтня 1991 року.
Тіссеранів параметр щодо Юпітера — 3,387.